# Mommsenstadion

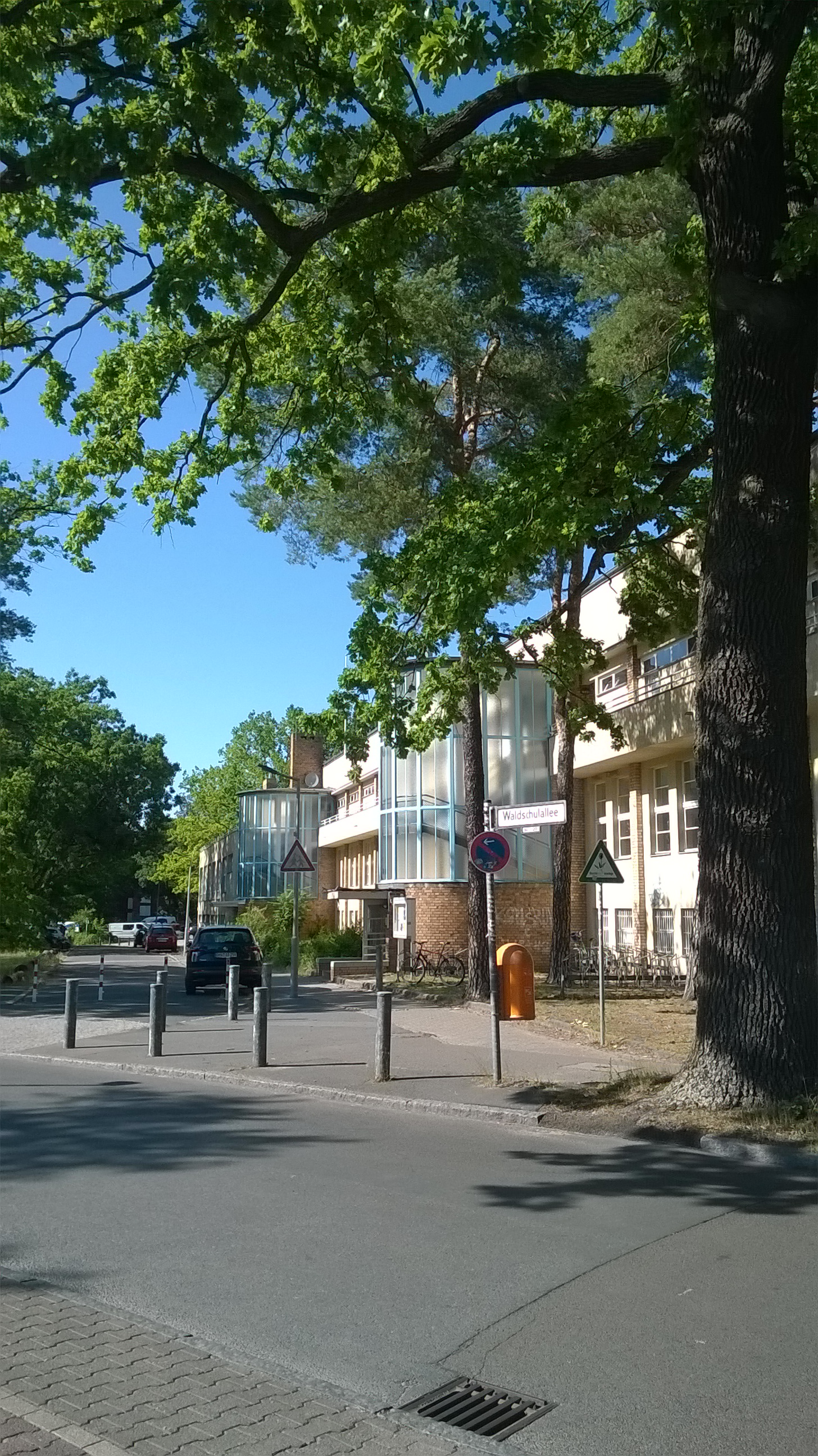
Blick auf die beiden Eingänge zum Funktionsgebäude von der Waldschulallee aus, 2019

Das Mommsenstadion ist ein Fußballstadion mit Leichtathletikanlage in der Berliner Waldschulallee 34–42 im Ortsteil Westend des Bezirks Charlottenburg-Wilmersdorf am Rande der Ortslage Eichkamp gelegen. Es wurde am 17. August 1930 eingeweiht und hieß zunächst SCC-Stadion, nachdem sich auch Mitglieder des Vereins an den Arbeiten beteiligt hatten. Seit 1934 ist das Stadion nach dem Althistoriker und Literaturnobelpreisträger Theodor Mommsen (1817–1903) benannt und steht unter Denkmalschutz. Es ist das Heimatstadion des Sport-Club Charlottenburg e. V. und seit Ende des Zweiten Weltkrieges auch von Tennis Borussia.

## Geschichte
Der ursprünglich vereinseigene Rasenplatz des SCC mit Aschenbahn und einem seinerzeit allen sportlichen Anforderungen genügenden Tribünenbau wurde 1930 nach dem Entwurf von Fred Forbat als Ersatz für die Anlagen des SCC errichtet, die dem heutigen Messegelände weichen mussten. In seiner ursprünglichen Form bot es 1.750 Sitzplätze und 36.000 Stehplätze. Doch der Stadionbau inmitten der Weltwirtschaftskrise stürzte den Verein in eine wirtschaftliche Krise, zumal zu Beginn der 1930er Jahre große Teile der Clubmitglieder arbeitslos waren und ihre Mitgliedsbeiträge nicht mehr zahlen konnten. Von dieser Notlage des Vereins hatte auch Lotte Kaliski erfahren, die Räume für eine zu gründende Waldschule suchte. Um die Jahreswende 1931/1932 einigte sich Kaliski mit der Clubleitung über die Anmietung von Clubräumen, die tagsüber für die Schule, darüber hinaus aber weiterhin für die Vereinszwecke benutzt werden sollten. Unter diesen Voraussetzungen nahm am 7. April 1932 das Waldschulheim Eichkamp. aus dem später die Private Waldschule Kaliski wurde, mit 26 Schülerinnen und Schülern seine Arbeit auf.
Die Existenz der Schule war durch die „Machtergreifung“ der Nationalsozialisten auf eine harte Probe gestellt, zumal auch der Sportclub Charlottenburg „mehr und mehr in das Fahrwasser des Nationalsozialismus“ geriet. Die Schule rechnete offenbar mit einer Kündigung des Mietverhältnisses durch den Verein, doch es kam anders. Statt zu kündigen, schloss der Verein einen Mietvertrag mit der Stadt Berlin ab, die ihrerseits Räume für das Mommsen-Gymnasium suchte. Es war daraufhin die Stadt, die der Privaten Waldschule Kaliski die Räume im Eichkamp kündigte und diese Ende Oktober 1933 zu einem Umzug in die Bismarckallee 37 zwang.

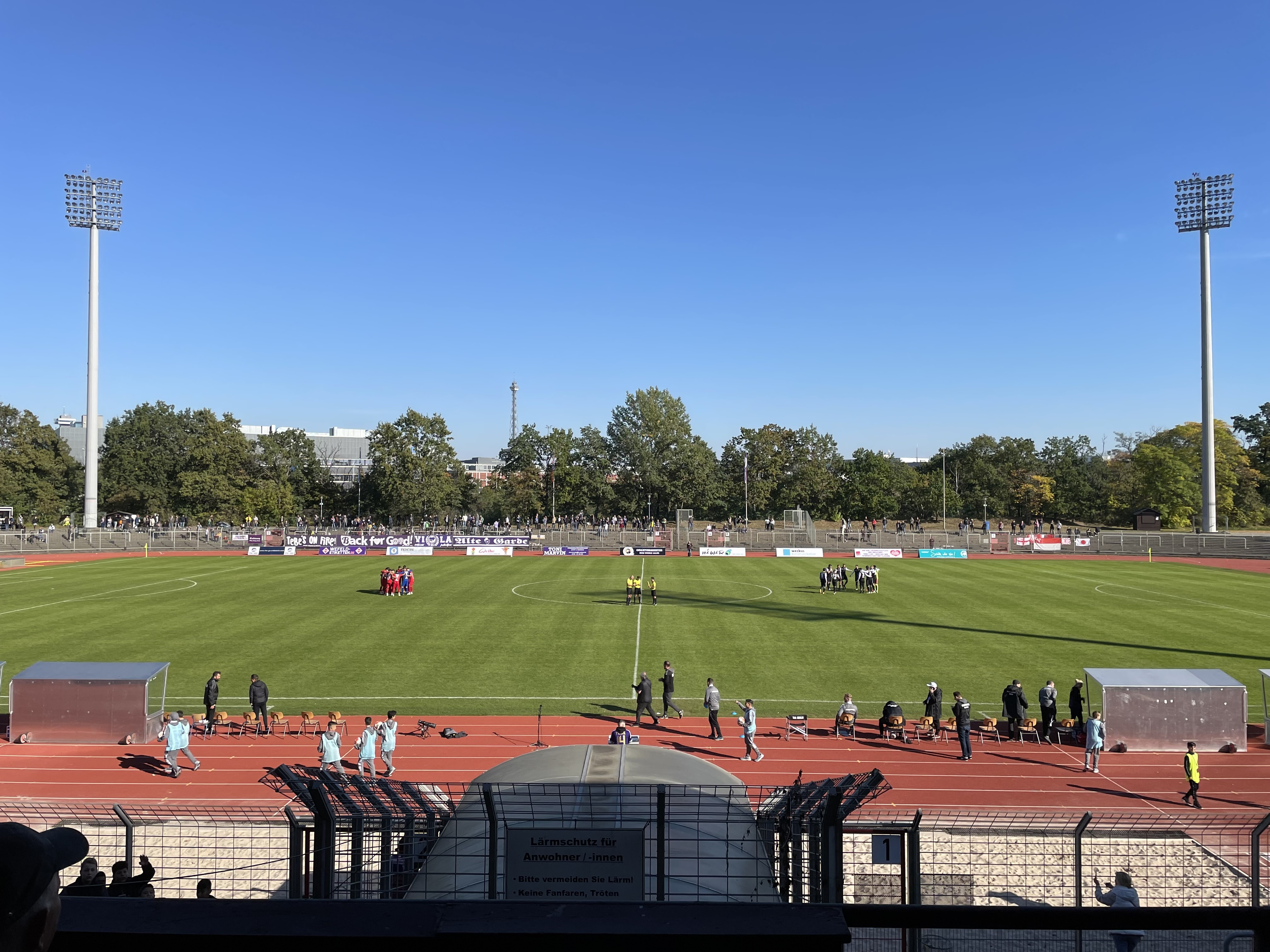
Fußballspiel im Mommsenstadion: Tennis Borussia Berlin – Berliner AK, Oktober 2021

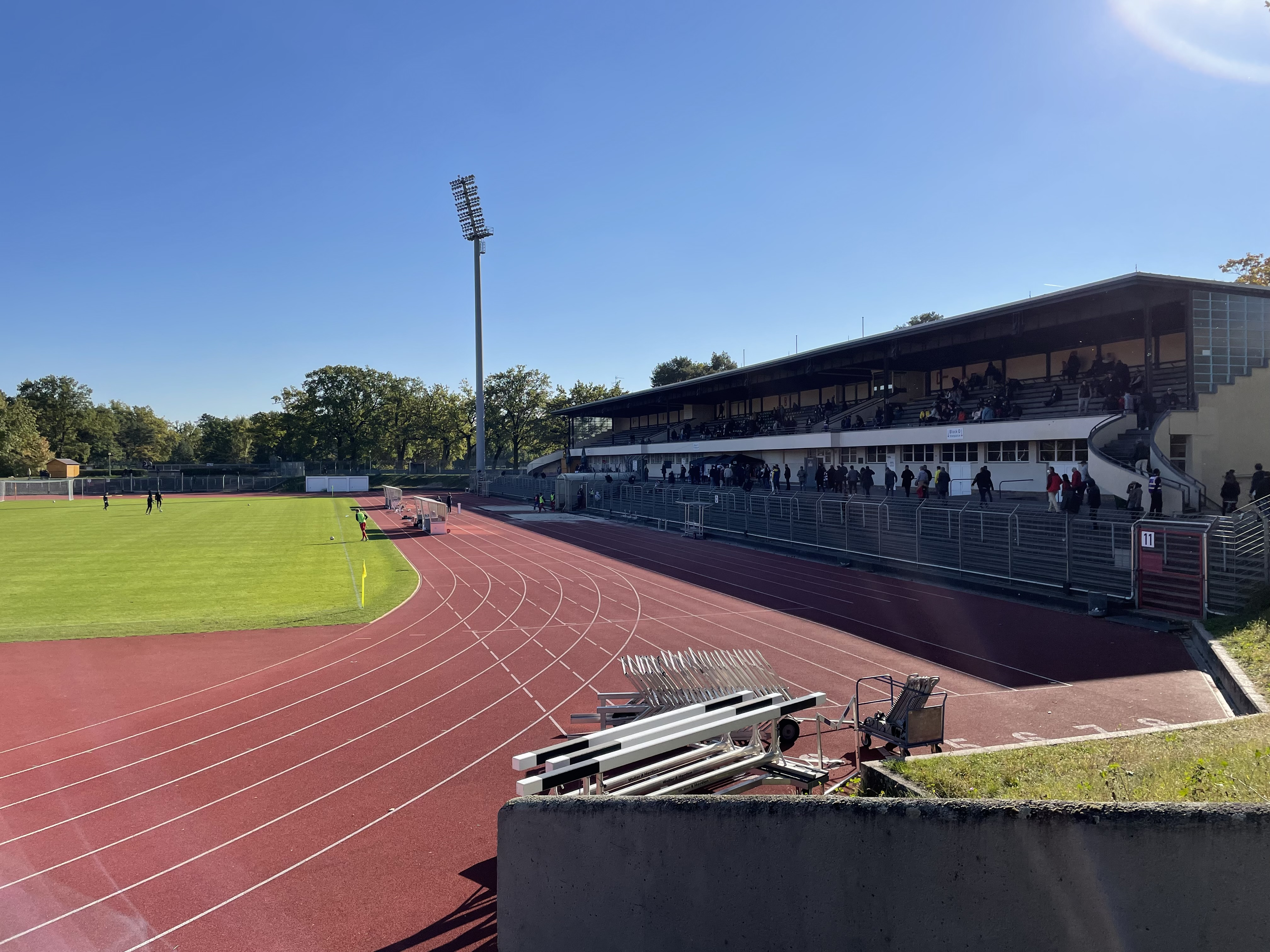
Blick auf Spielfeld und Haupttribüne, Oktober 2021

In den Tribünentrakt des Stadions zog 1934 das zuvor heimatlose und auf verschiedene Standorte verteilte Theodor-Mommsen-Gymnasium ein, ein Vorläufer des heutigen Heinz-Berggruen-Gymnasiums. Der damalige Direktor Neuhaus machte die Schule zu einer nationalsozialistischen Musteranstalt, die bis zum Beginn des Zweiten Weltkriegs das Tribünengebäude nutzte. Vom Gymnasium erhielt das Mommsenstadion seinen heutigen Namen.
Die langgestreckte Straßenfassade des 104 Meter langen dreigeschossigen Tribünengebäudes ist durch die beiden elliptisch vorgezogenen Haupttreppenhäuser gegliedert. Auf den Eingängen sitzen vollständig mit Glas verkleidete Eisengerippe, die den Blick auf die geschwungenen Treppen freigeben. Der Tribünenbau beinhaltet im nördlichen Teil einen etwas breiteren Saaltrakt, der als Turnhalle genutzt wird. Bei der Behebung der im Zweiten Weltkrieg verursachten Bauschäden wurden von 1950 bis 1956 einige bauliche Veränderungen vorgenommen. Seit 2000 verfügt das Stadion schließlich über eine elektronische Anzeigetafel.
Während der Olympischen Spiele 1936 wurden insgesamt vier Achtel- und Viertelfinalspiele des olympischen Fußballturniers ausgetragen, darunter das des späteren Silbermedaillengewinners Österreich gegen Ägypten (3:1), sowie des späteren Siegers Italien gegen Japan (8:0). In den Jahren 1938, 1941, 1949 und 1953 fand das Internationale Stadionfest Berlin (ISTAF) im Mommsenstadion und nicht wie sonst im nahegelegenen Olympiastadion statt. Seit 2003 ist das Mommsenstadion Austragungsstätte der Leichtathletikwettbewerbe des Bundesfinales des Schulwettbewerbs Jugend trainiert für Olympia.
Das Stadion hat derzeit ein Fassungsvermögen von 15.005 Plätzen, davon 1.805 überdachte Sitzplätze auf der Tribüne. Aus Sicherheitsgründen wurde die Kapazität vom DFB auf 11.500 Zuschauer begrenzt.
Bei der Fußball-Weltmeisterschaft 2006 diente das Mommsenstadion als Trainingsplatz jeweils einer der Mannschaften, die bei Spielen in Berlin aufeinandertrafen und der deutschen Nationalmannschaft, die an den Berliner Spieltagen anderer Teams von ihrem direkt neben dem Olympiastadion liegenden Trainingsgelände im Olympiapark-Amateurstadion von Hertha BSC auf dem Gelände des Deutschen Sportforums ins Mommsenstadion auswich. Dafür wurden das Mommsenstadion und das umliegende Gelände für über eine halbe Million Euro modernisiert.
Die Endspiele des Berliner Landespokals fanden zuletzt von 2021 bis 2023 im Mommsenstadion statt. Bereits 1983–1985 sowie 1990 wurden hier die Endspiele um den West-Berliner Landespokal, 1992–1994 die des Gesamt-Berliner Pokals ausgetragen.
Im Januar 2024 gab die Senatsverwaltung bekannt, das Mommsenstadion kurzfristig so weit zu renovieren, dass es zur Fußball-Europameisterschaft 2024 als Trainingsstätte und dauerhaft als drittligataugliches Fußballstadion genutzt werden kann.

## Verkehrsanbindung
- S-Bahnhof Messe Süd (Eichkamp) der S-Bahn-Linie S3 und S9.